# Ischnothele huambisa
Espèce
Ischnothele huambisa est une espèce d'araignées mygalomorphes de la famille des Ischnothelidae.

## Distribution
Cette espèce est endémique de la région d'Amazonas au Pérou. Elle se rencontre vers Falso Paquisha à 800 m d'altitude dans la cordillère du Condor

## Description
La carapace de la femelle holotype mesure 3,00 mm de long sur 2,66 mm.

## Étymologie
Son nom d'espèce lui a été donné en référence aux Huambisas.

## Publication originale
- Coyle, 1995 : A revision of the funnelweb mygalomorph spider subfamily Ischnothelinae (Araneae, Dipluridae). Bulletin of the American Museum of Natural History, no 226, p. 1-133 (texte intégral).